# Piet Moeskops

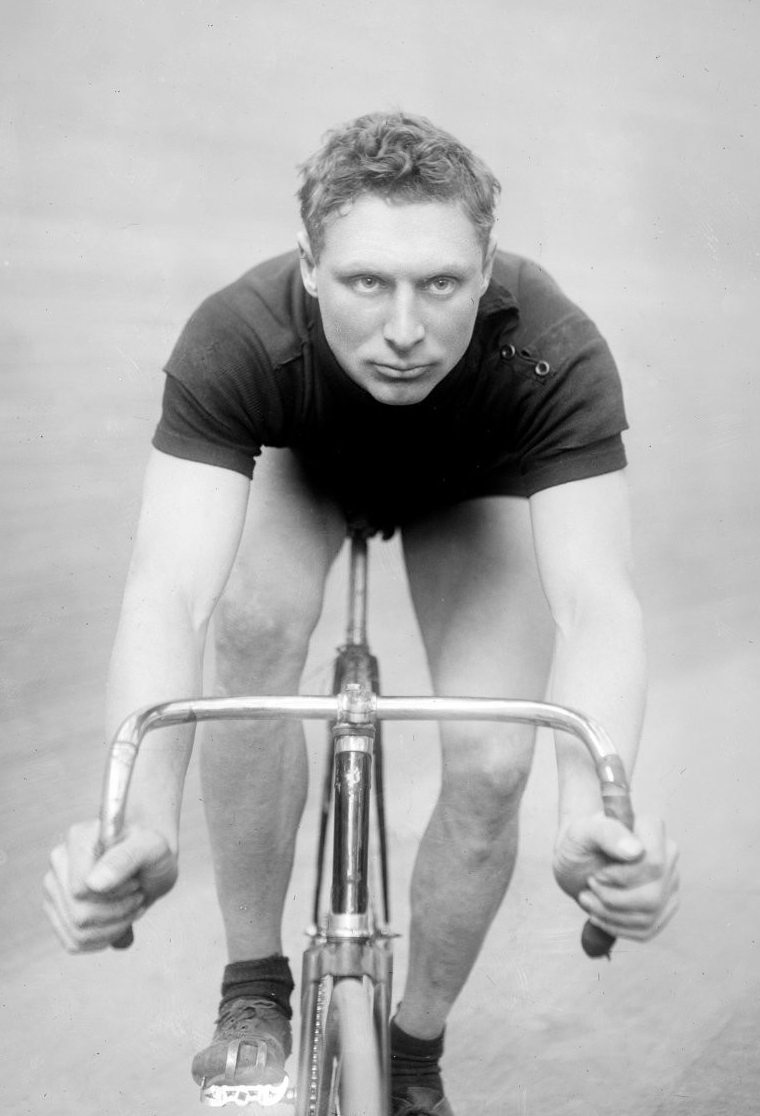
Piet Moeskops in 1919

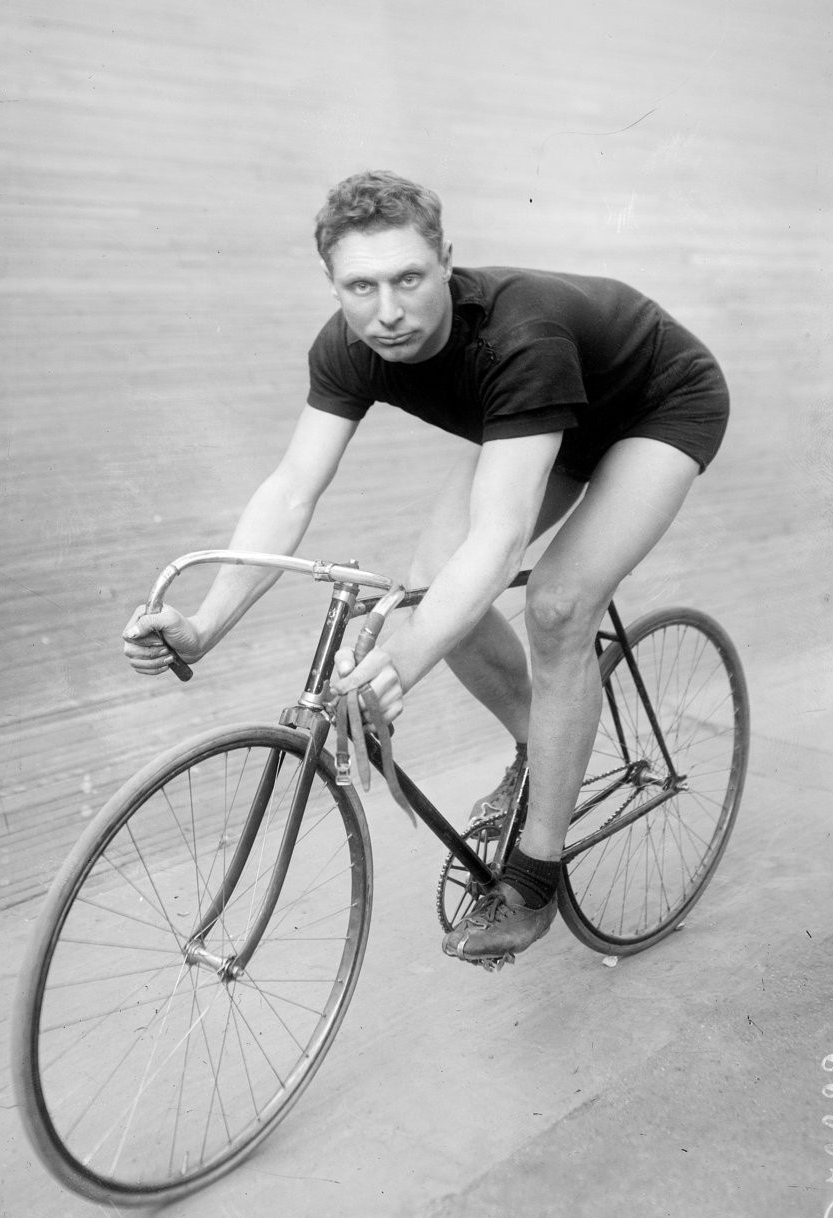
Piet Moeskops in 1919

Pieter Daniel (Piet) Moeskops (Loosduinen, 13 november 1893 – Den Haag, 16 november 1964) was een Nederlands wielrenner, die in de jaren twintig van de twintigste eeuw vijfmaal wereldkampioen sprint werd.
Als jongen bracht hij op de fiets bestellingen rond voor de zaak van zijn vader. Al in 1914 werd hij voor het eerst Nederlands kampioen op de sprint. Tijdens de Eerste Wereldoorlog werden er geen internationale wedstrijden gereden. Pas na de oorlog werd Moeskops professional.
In 1921 won hij zijn eerste wereldtitel, door regerend wereldkampioen Robert Spears uit Australië te verslaan. Hij werd de drie volgende jaren opnieuw wereldkampioen, en ook in 1926. Alleen in 1925 werd hij, nota bene in Amsterdam, in de halve finale uitgeschakeld. In 1929 en 1930 haalde hij nog de finale, maar werd beide keren verslagen door de Fransman Lucien Michard. Hij werd acht keer Nederlands kampioen bij de profs, de laatste maal in 1932.
Moeskops was, in een tijd dat de topsport net de kinderschoenen was ontgroeid, een groot tacticus. Hij bestudeerde zijn tegenstanders zo nauwgezet, dat hij regelmatig de plek kon voorspellen waar iemand hem zou aanvallen en waar hij hem voorbij zou rijden. Over hem schreef de sportjournalist Joris van den Bergh het boek Te midden der kampioenen (1932). Voor een baanwielrenner was hij fors van gestalte, zodat hij (zo'n tachtig jaar vóór Pierre van Hooijdonk) de bijnaam "Big Pete" kreeg, evenals die van de "lange". 
Alhoewel Moeskops erg populair was, ontstonden er rond hem enkele controversen. Tijdens het WK van 1926 in Milaan reed hij, bij wijze van grap, met een handdoek aan een stok rond. De kranten schreven daags daarna kolommen vol, omdat hij de driekleur niet met respect zou hebben behandeld. Het incident leidde zelfs tot een handgemeen met een official van de Nederlandsche Wielerbond en anderhalf jaar later tot de oprichting van de Nederlandsche Wielren Unie.
Ook klaagden de kranten soms over de huldigingen die hij kreeg, die zij maar overdreven vonden. Naast het wielrennen was Moeskops ook een actief worstelaar; hij kwam uit voor de vereniging K.D.O. en werd in 1920 kampioen van Zuid-Holland in de zwaargewicht-klasse.
In 1930 onderging Moeskops een zware operatie, die het einde van zijn wielerloopbaan versnelde. Zijn laatste grote overwinning was in de Grote Prijs van Alis (Frankrijk) in 1933. Daarna werd hij eigenaar van een café. Zijn successen maakten het baanrennen in Nederland zeer geliefd en hebben ongetwijfeld bijgedragen aan de komst van nieuwe grote sprinters, zoals Arie van Vliet en Jan Derksen.
Moeskops was in 1963 nog op televisie te bewonderen, toen hij in het praatprogramma "Voor de vuist weg" van Willem Duys in de studio een surplace uitvoerde. Een jaar later overleed hij op 71-jarige leeftijd.
Moeskops ligt begraven op begraafplaats Oud Eik en Duinen te Den Haag. De gemeenten Nijmegen en Gouda hebben naar hem een straat vernoemd. Den Haag vernoemde een straat naar hem in een nieuwbouwwijk in 'zijn' Loosduinen.
- Beelden uit 1922 van een huldiging van Piet Moeskops

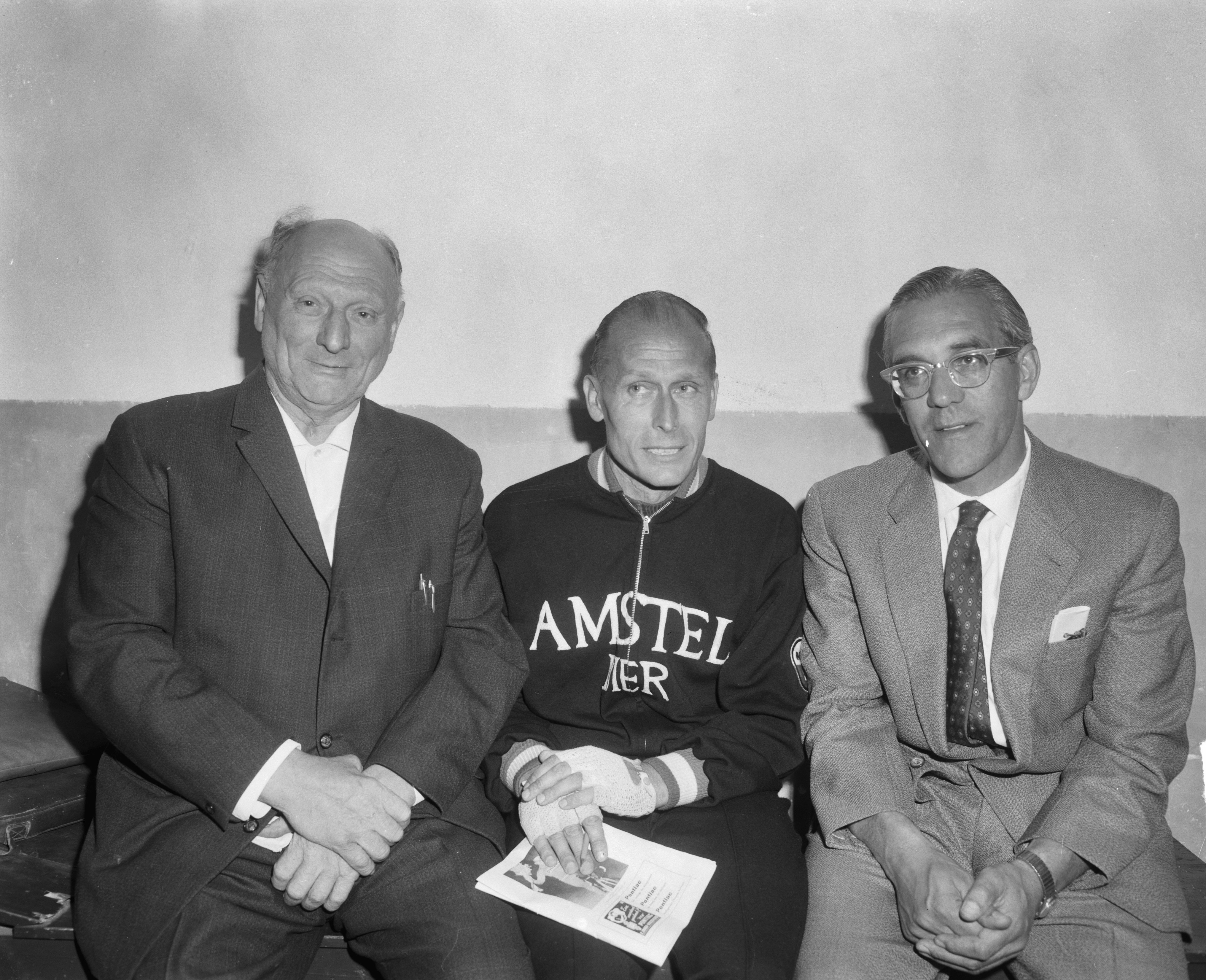
De "oude glorie" in het Olympisch Stadion in 1963; v.l.n.r. Piet Moeskops, Jan Derksen en Arie van Vliet

- Bibliothèque nationale de France: cb16556352d (data)
- Biografisch Portaal: 41443957
- Gemeinsame Normdatei: 105055020X
- International Standard Name Identifier: 0000 0003 8873 9629
- Nederlandse Thesaurus van Auteursnamen: 100759777
- Virtual International Authority File: 282015716